# Rio Sakurai
Rio Sakurai (櫻井梨央, Sakurai Rio, née le 11 novembre 2005 à Tokyo au Japon) est une chanteuse, mannequin et danseuse japonaise, membre de Morning Musume.

## Biographie
Rio Sakurai se présente en 2022 à l'audition destinée à choisir de nouvelles chanteuses pour rejoindre les groupes Morning Musume et Juice=Juice du Hello! Project. Le 29 juin 2022, via un épisode de l'émission Hello! Station, elle est officiellement présentée au public comme la seule nouvelle membre de Morning Musume à l'âge de 16 ans, formant la "16e génération" du groupe.

## Groupes

### Au sein du Hello! Project
- Morning Musume (2022–)

## Discographie

### Avec Morning Musume

#### Singles
- 21 décembre 2022 : Swing Swing Paradise / Happy birthday to Me!
- 25 octobre 2023 : Suggoi FEVER! / Wake-up Call~Mezameru Toki~ / Neverending Shine
- 14 août 2024 : Nandaka Sentimental na Toki no Uta / SaiKIYOU

Albums
- 27 novembre 2024 : Professionals-17th

## Filmographie

### Internet
- 2022- : Hello! Project Station
- 2022-2025 : Upcoming
- 2022- : OMAKE CHANNEL